# Josep Maria Guilera Albiñana
Josep Maria Guilera Albiñana   (Barcelona, 5 de desembre de 1899 - Barcelona, 18 d'abril de 1970) fou un alpinista, esquiador, dirigent esportiu i assagista català.
Entre els anys 1941 i 1946 presidí la Federació Catalana d'Esquí precedents de la Federació Catalana d'Esports d'Hivern. Fou delegat d'excursionisme de la Lliga d'Entitats Esportives de Catalunya, delegat d'esquí del Comitè Olímpic Espanyol i formà part de la Comissió de Publicacions del Centre Excursionista de Catalunya (CEC), del qual era soci, membre de diverses juntes directives i president de la Secció d'Esports de Muntanya. Compartí moltes primeres ascensions amb Lluís Estasen, sobretot hivernals. Durant les dècades de 1920 i 1930 feu diversos cims dels Alps i de les Dolomites, a més dels pirinencs. Fou promotor dels esports d'hivern als Pirineus i guanyador de nombroses proves d'esquí a Catalunya i a la resta de l'estat espanyol: guanyà la medalla de plata a la Copa Puigmal (1921), la Copa de Fons de Ribes de Freser (1924) i la Copa Rei Alfons XII als Campionats d'Espanya de fons (1929). L'any 1930 participà en el IV Congrés de la Unió Internacional d'Associacions d'Alpinisme, celebrat a Cortina d'Ampezzo. Juntament amb Ignasi Folch fou l'introductor del teleesquí a l'estat espanyol. Divulgà la pràctica de l'excursionisme mitjançant nombrosos articles i llibres, entre els quals destaquen Excursions pels Pirineus i els Alps (1927), Carnet d'un Esquiador (1930), Excursions pels Pirineus (1958), El Pirineu a trossos (1958) i d'altres sobre la història dels Pirineus. Col·laborà habitualment en la revista Muntanya del CEC i en altres publicacions periòdiques, com La Veu de Catalunya, La Publicitat, Sport, La Gaceta Deportiva, El Matí, etc. Fou distingit amb la medalla de plata de la Federació Espanyola de Muntanyisme els anys 1945 i 1970 i rebé també diversos premis literaris, entre els quals destaca el Ciutat de Barcelona d'Assaig, el 1967, per Jurg Jenatatsch, patriota dels grisons.